# Valeri Shevchuk
Valeri Oleksándrovich Shevchuk (en ucraniano Валерій Олександрович Шевчук) (Zhytomyr, 20 de agosto de 1939-6 de mayo de 2025) fue un escritor ucraniano.

## Publicaciones
Entre los libros más destacados del escritor se encuentran "Entre semana" (1967), "La explanada 12" (1968), "El grito del gallo al amanecer" (1979), "En un campo humilde" (1982), "Una casa en la montaña" (1983), "Tres hojas tras la ventana" (1986), "El árbol pensante" (1986), "Pájaros de una isla invisible" (1989), "El Murrain" (1989), "Un reloj eterno" (1990), "La mujer de las flores" (1990 - la colección de cuentos de hadas), "El camino en la hierba. La saga de Zhytomyr" (dos volúmenes, 1994), "En el vientre de una bestia apocalíptica" (1995), "El ojo del abismo" (1996), "La mujer serpiente" (1998), "Leche de plata" (2002), "Las sombras que desaparecen. Una crónica familiar". (2002), "El Estado cosaco: Studies to the History of Establishment of the Ukrainian State" (1995), "The Roxelany Muse: the Ukrainian Literature of 16th to 18th Centuries in 2 Volumes" (2005), "The Known and the Unknown Sphinx. [Hryhorii Skovoroda]] en la visión moderna" (2008), etc.
Compiló y tradujo al lenguaje literario moderno varias colecciones de poesía amorosa de los siglos XVI al XIX "Cantos de Cupido" (1984) y de poesía heroica de los siglos IX y X "Campo de Marte" en 2 volúmenes (1989), "La crónica de Samiylo Velychko" (dos volúmenes, 1991), etc.
Valeri Shevchuk es profesor honorario de la Universidad Nacional de Kiev-Academia Moguila y de la Universidad Nacional de Lviv. Ha sido galardonado con el Premio Tarás Shevchenko, el Premio de la Fundación Antonovych y otros numerosos premios literarios. También es Personaje de Honor de la Cultura polaca. Sus obras se han traducido a 22 idiomas.

### Publicaciones en inglés
The Meek Shall Inherit... (traducción de Na poli smyrennomu). Traducción de Viktoriia Kholmohorova. Kiev: Editorial Dnipro, 1989.